# San Jorge de la Mina

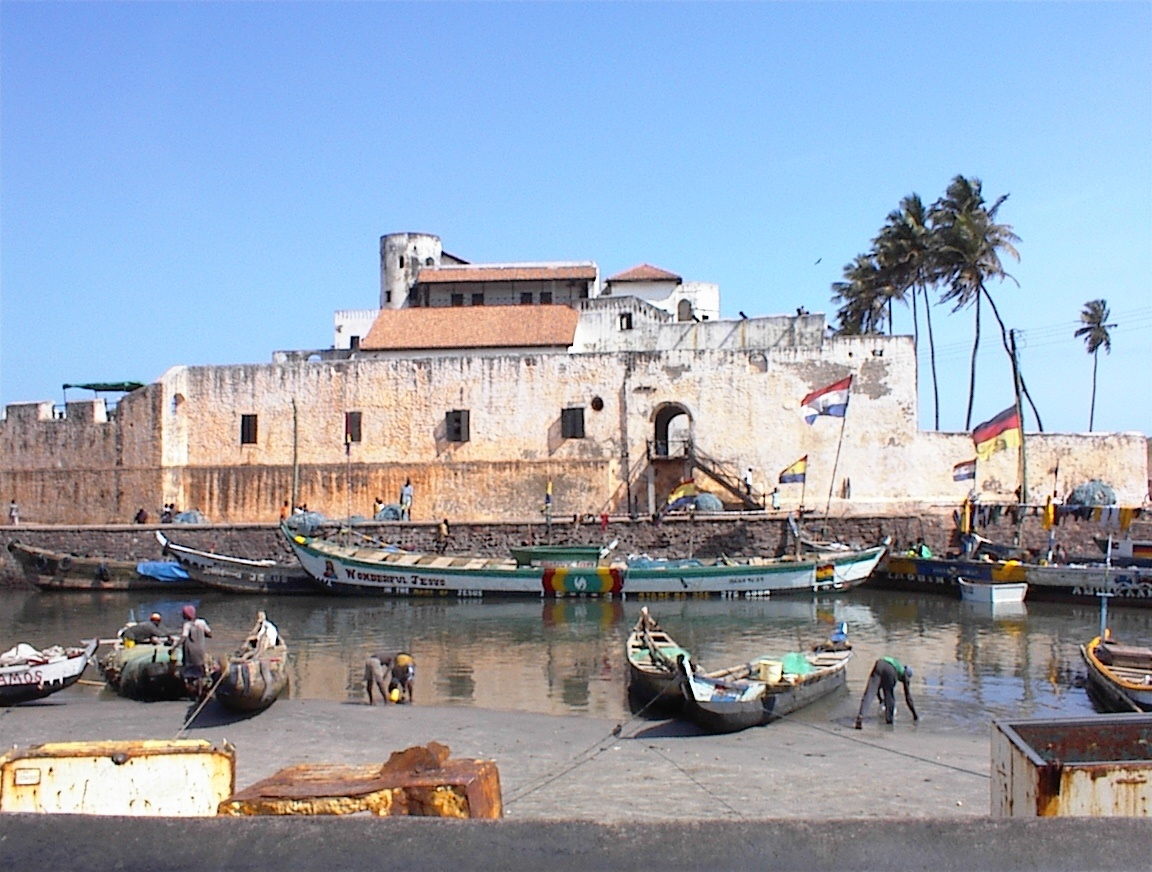
Castillo de San Jorge de la Mina (actual Elmina) en Ghana.

San Jorge de la Mina (São Jorge da Mina, en su nombre original) fue un establecimiento fortificado de dominio portugués, ubicado en África, sobre la costa del golfo de Guinea, en el lugar que ocupa actualmente la ciudad de Elmina en Ghana.
Fundado en 1482 por el rey Juan II de Portugal, operó como un establecimiento importante y puerto de embarque de productos africanos hacia Portugal, principalmente oro.
Permaneció en poder de Portugal durante 155 años, hasta que fue conquistado por los neerlandeses en 1637. Durante un tiempo, fue el principal lugar de referencia de la penetración portuguesa en África, mientras se progresaba en el avance de la exploración y la conquista del litoral hacia el sur del continente.
Fue muy frecuentada por las flotas portuguesas, y su ruta se denominaba la ruta de Guinea. Así lo mencionó Cristóbal Colón en una carta a los reyes Fernando e Isabel, cuando hizo una relación de su experiencia marinera. Su hijo Hernando señaló que el Almirante viajó varias veces a dicho puerto.

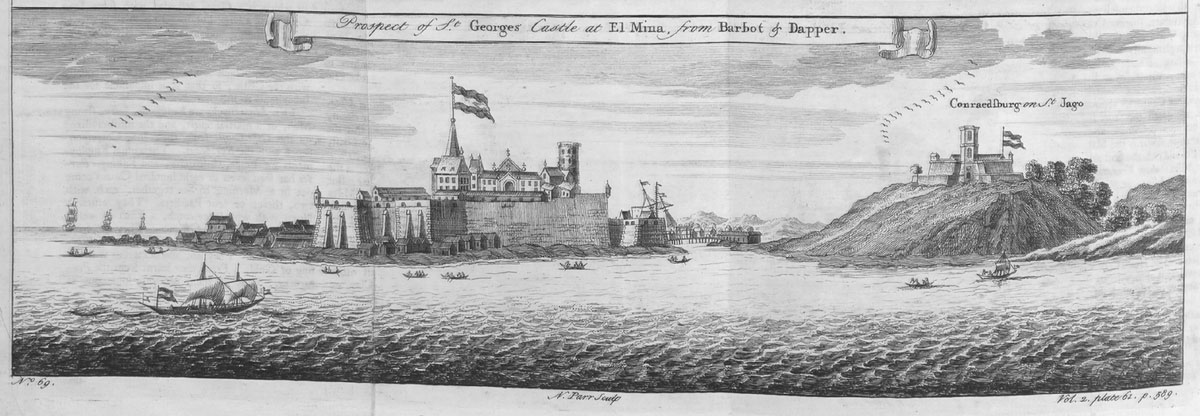
Antiguo dibujo de los fuertes St. Jago y San Jorge de la Mina

La región se denomina Costa de Oro. En la cartografía de los siglos XV y XVI, se representaba como un castillo, con distintos nombres, como ser: Castillo da Mina ; Minas del Rey de Portugal ; A Mina, Río de San Giorgio de la Mina; Mina de Portugal, etcétera. Actualmente allí se halla ubicada la ciudad de Elmina.